# Муракамі (Ніїґата)

38°13′26.36″ пн. ш. 139°28′48.14″ сх. д. / 38.2239889° пн. ш. 139.4800389° сх. д.
Мурака́мі (яп. 村上市, むらかみし, МФА: [muɾakamʲi ɕi̥]) — місто в Японії, в префектурі Ніїґата.

## Короткі відомості
Розташоване в північній частині префектури, на березі Японського моря. Виникло на основі призамкового містечка раннього нового часу, яким володів самурайський рід Найто. Отримало статус міста 31 березня 1954 року. Основою економіки є рибальство, харчова і текстильна промисловість, вирощування зеленого чаю. Традиційне ремесло — виробництво червоного лакованого посуду. В місті розташовані гарячі джерела, квартали старого призамкового містечка, руїни стародавньої фортеці Івафуне. Станом на 1 квітня 2009 площа міста становила 1174,24 км². Станом на 1 червня 2011 населення міста становило 65 694 осіб.